# Лидија Заблоцкаја
Лидија Заблоцкаја (рус. Лидия Заблоцкая, блр. Лідзія Заблоцкая; Могиљов, 15. јануар 1998) белоруска је певачица. Белорусију је представљала на Дечјој песми Евровизије 2011. освојивши треће место са 99 бодова.
Лидија је учествовала и на националној селекцији за Дечју песму Евровизије 2010. али је завршила четврта.